# يوسكي هونما
يوسكي هونما (本間勇輔 هونما يوسكي) هو ملحن ياباني ولد في 6 يونيو 1952 في كيتاكيوشو.

## أعماله في الأنمي

### مسلسلات أنمي تلفزيونية
- يو يو هاكوشو
- شوت
- نينكو
- فوشيغي يوغي
- شعلة ريكا
- غريت تيتشر أونيزوكا
- أويدو روكيت
- نونتان
- أسوماتسو-كون (1988)
- توتيمو! لاكي مان

### أوفا أنمي
- أسوماتسو-كون: إيامي وحيدٌ في الرياح

### أفلام أنمي
- يو يو هاكوشو
- يو يو هاكوشو: روابط اللهب
- نينكو
- شوت
- أسوماتسو-كون: تحية من كوكب البطيخ-زانسو!

## وصلات خارجية
- يوسكي هونما على موقع IMDb (الإنجليزية)
- يوسكي هونما على موقع ميوزك برينز (الإنجليزية)
- يوسكي هونما على موقع ديسكوغز (الإنجليزية)
- يوسكي هونما على موقع ديسكوغز (الإنجليزية)
- يوسكي هونما على موقع قاعدة بيانات الفيلم (الإنجليزية)